# 3620 Platonov
3620 Platonov (1981 RU2) là một tiểu hành tinh vành đai chính được phát hiện ngày 7 tháng 9 năm 1981 bởi L. G. Karachkina ở Nauchnyj và named for Soviet writer Andrei Platonov.